# Miles Away

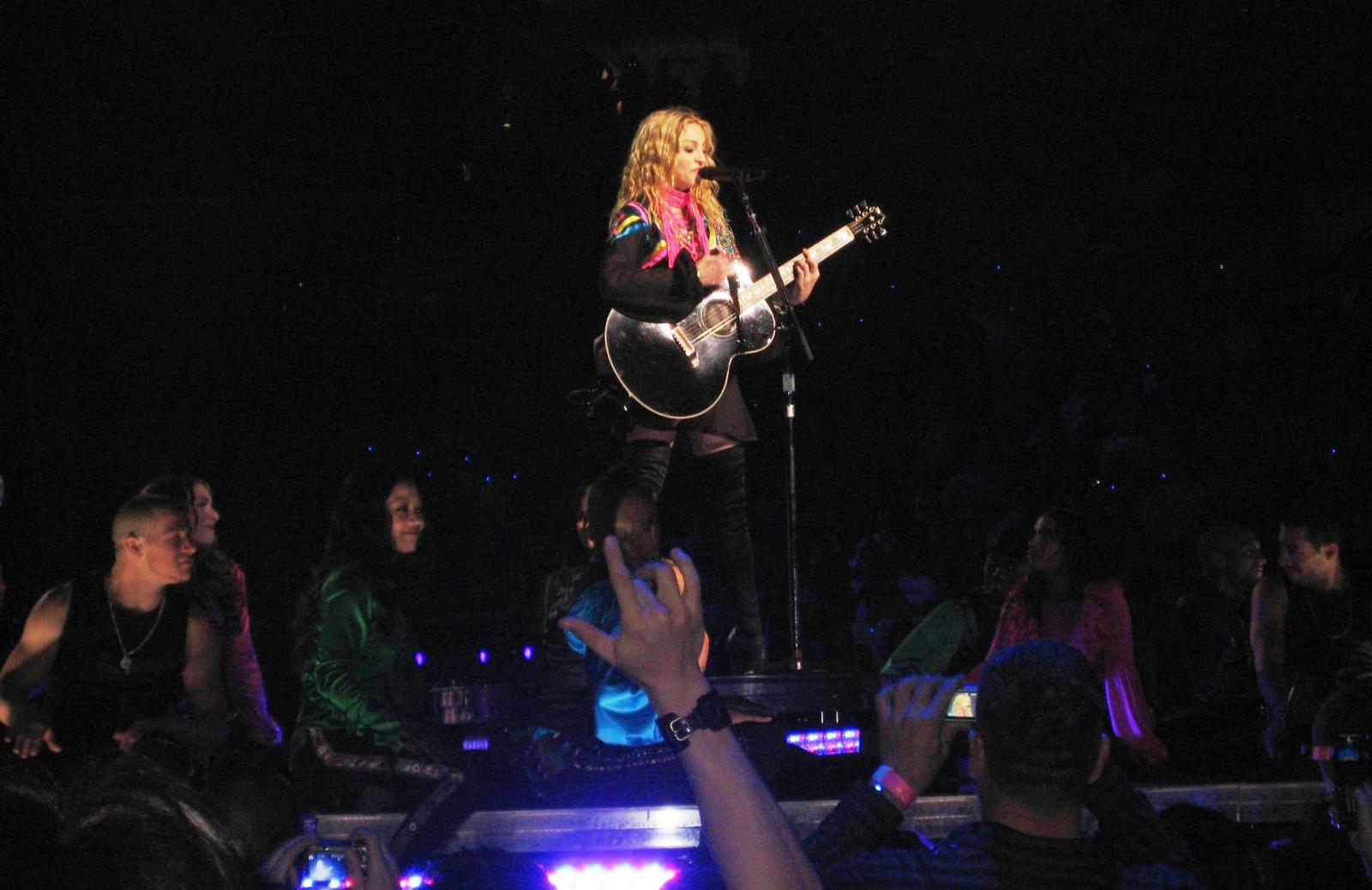

"Miles Away" är den tredje singeln från albumet Hard Candy av artisten Madonna. Låten blev nummer 90 på Trackslistans årslista för 2008.